# Prudència

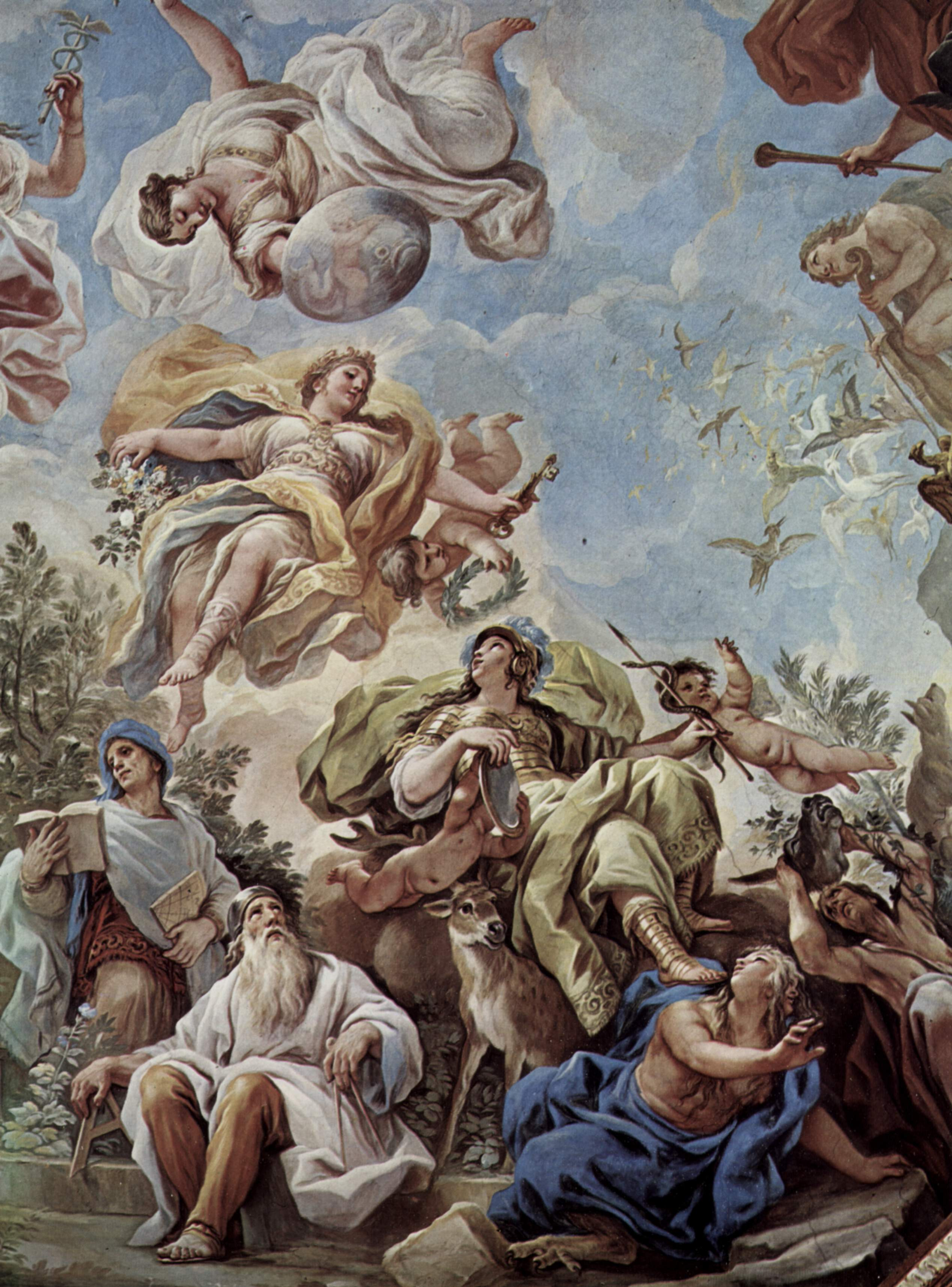
La prudència a la mitologia clàssica es personificava com a Metis; Luca Giordano.

La prudència és una de les virtuts clàssiques i es considera com la capacitat de jutjar correctament la situació i no actuar prenent riscos innecessaris. S'oposa a la temeritat. La persona prudent pot valorar correctament els avantatges i desavantatges de qualsevol decisió ètic i, per tant, serà més probable que actui correctament.
Els grecs consideraven la prudència com la "mare" de qualsevol altra virtut, ja que suposa el judici previ de la situació. Estava molt lligada amb l'equilibri entre extrems i l'harmonia, estat ideal. Tomàs d'Aquino va recollir aquesta concepció i va anomenar-la "auriga de les virtuts", ja que les condueix totes.
El catolicisme, al seu catecisme, la defineix com la capacitat de crear o actuar tenint en compte els sentiments, llibertats i derets dels altres que es puguin veure afectats per la teva obra, així com l'habilitat per comunicar-se usant un llenguatge clar i respectuós.
Els Estoics varen al·legoritzar Metis com a personificació de la prudència, forma en la qual va perdurar al temps del Renaixement.
Al segle xvii Baltasar Gracián escriví un recull de 300 aforismes titulat Oráculo manual y arte de prudencia on explicava com ser prudent.

## Parts de la prudència
- memòria: ja que la persona ha de recordar passats esdeveniments i no falsejar-los per poder tenir-los en compte a l'hora de decidir en el present
- intel·ligència: la persona ha de jutjar la situació amb la raó
- docilitat: cal tenir la ment oberta per considerar extrems no previstos i adaptar-se al canvi
- providència: entesa com la capacitat d'anticipar-se al futur i preveure les conseqüències dels actes presents
- precaució: habilitat per minimitzar el risc